# هیسایوشی ساتو
هیسایوشی ساتو (به انگلیسی: Hisayoshi Sato) (زادهٔ ۱۲ ژانویهٔ ۱۹۸۷) شناگر اهل ژاپن است.